# Bassus costalis
Bassus costalis är en stekelart som först beskrevs av Günther Enderlein 1920.  Bassus costalis ingår i släktet Bassus och familjen bracksteklar. Inga underarter finns listade.